# Lunania divaricata
Lunania divaricata är en videväxtart som beskrevs av George Bentham. Lunania divaricata ingår i släktet Lunania och familjen videväxter. Inga underarter finns listade i Catalogue of Life.